# 江南造船博物馆
江南造船博物馆地处上海市黄浦区鲁班路600号，是造船行业的大型博物馆，全面展现造船业的发展史，几乎包含了中国近现代造船业的全部技术和产品类型，是全国爱国主义教育示范基地，上海市爱国主义教育基地，上海市专题性科普场馆。江南造船博物馆於2006年5月9日揭牌。

## 场馆介绍
江南造船博物馆分上下两层，分为历史馆、民船馆、军船馆、重工馆、江南长兴馆五個展區。有1800平方米的展厅，展出有图片和实物，尤其以型砂盘、船模、潜艇指挥舱实景操作模型、万吨水压机电动模型、电脑虚拟造船流程等为特色。模型中的机动兵轮、潜艇、万吨水压机等均为中国最早。另外还展出有第一艘自行设计建造的护卫舰、万吨轮船、中国第一艘石油液化气船等模型，另还有琼州海峡火车渡轮、出口各国的船舶等模型资料。

## 参观信息
- 开放时间：9:00-11:00，13:00~16:00。
- 公共交通：上海轨道交通4号线等。